# فریدریش زونکن
فریدریش زونِکِن (به آلمانی: Friedrich Soennecken) (زادهٔ ۲۰ سپتامبر ۱۸۴۸ در ایزلون – درگذشتهٔ ۲ ژوئیه ۱۹۱۹ در بن) بازرگان، کارآفرین، مخترع و گرافیست آلمانی بود. او بنیانگذار کارخانهٔ تولیدکنندهٔ لوازم اداری زونکن بود. مهمترین ابداع او یک نوع خط برای خوشنویسی و قلم متناسب برای نوشتن این خط است. دو خیابان در شهر بُن به نام او نامگذاری شده‌است.

## زندگی و کار
زونکن در سال ۱۸۴۸ از پدری آهنگر به دنیا آمد. در ۱۸۷۵ انتشارات اف. زونکن را تأسیس کرد و با ابداعاتی که در زمینهٔ خط و نوشتار داشت، شرکت خود را به خوبی توسعه داد. در ۱۸۷۶ شرکت خود را به نزدیکی دانشگاه بُن منتقل کرد و در ۱۸۷۷ شروع به تولید قلمهای فلزی برای نوشتن کرد تا از واردات آن از بریتانیا جلوگیری کند. او کارخانهٔ خود را باز هم گسترش داد و در سال ۱۸۸۳، این کارآفرین جوان ۴۰ نفر را در استخدام خود داشت.

نخستین موفقیت زونکن در سطح بین‌المللی را طراحی او برای نوع جدیدی از سرِ قلم فلزی برای قلم خودنویس برایش به ارمغان آورد. در آن زمان با قلمهای فلزی که در اصل از انگلستان می‌آمدند می‌نوشتند. زونکن در ابتدا ساخت سر قلمهایش را به انگلستان سفارش می‌داد، اما بعدتر شروع به تولید آن در کارخانهٔ خود در پوپِلزدورف کرد. او برای تأمین بازار تولید خود، نوعی خط متناسب با سر قلمهایش نیز ابداع کرد که از نظر بصری زیبا بود و به دلیل ساده‌تر بودن حالت دست، برای یادگیری آسانتر بود و به ویژه نوشتن را برای کسانی که در مدرسه می‌خواستند نوشتن بیاموزند، ساده‌تر می‌کرد. انتشارات زونکن کتابهای آموزش و تمرین و دفترهای مناسب برای این خط را نیز به زبانهای مختلف منتشر کرد و همزمان برای فروش سر قلمها برای نوشتن این خط تبلیغ می‌کرد.

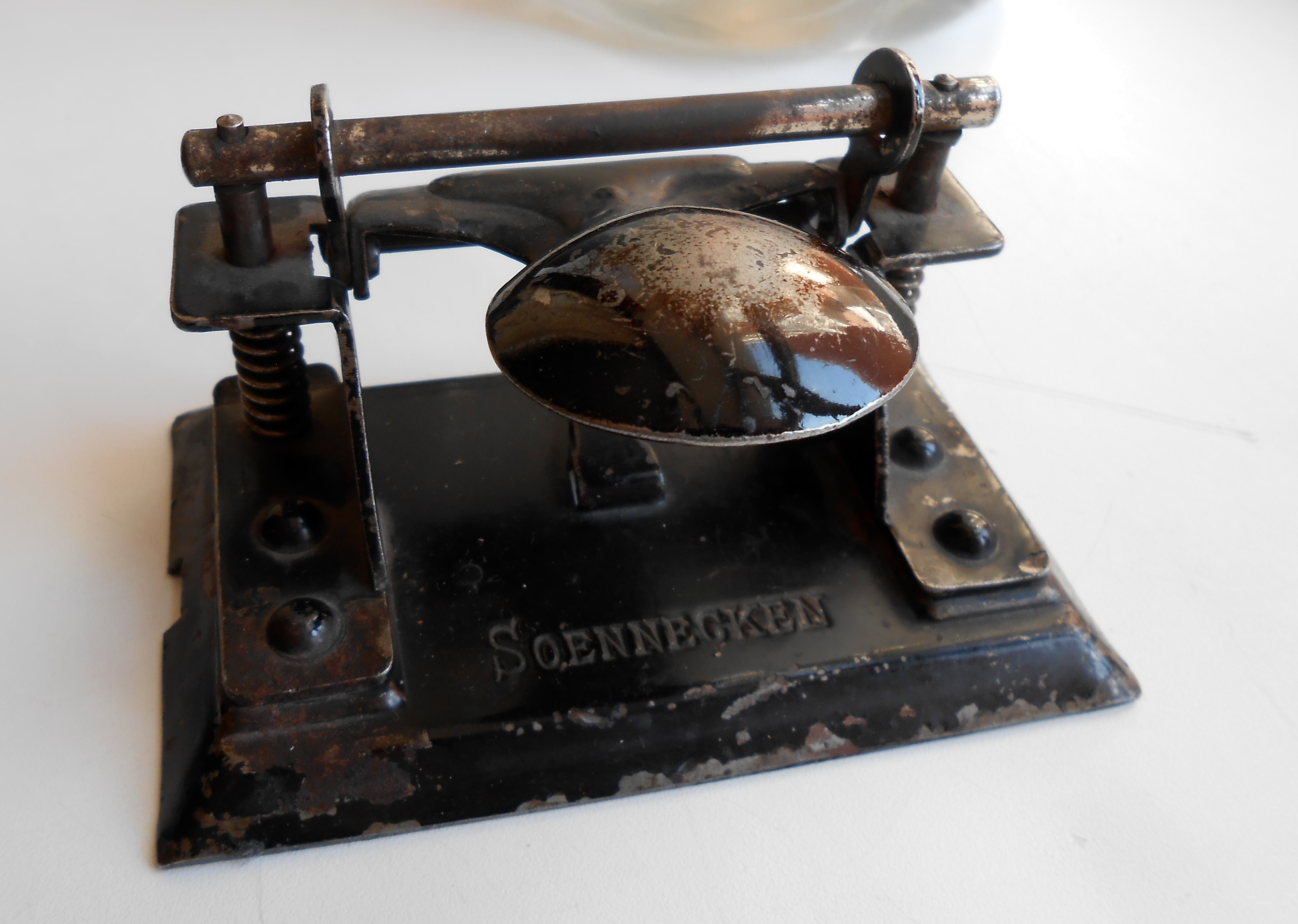
از نخستین سوراخ‌کن‌های زونکن

فریدریش زونکن همچنین به عنوان مخترع زونکن (برای جمع‌آوری و نگهداری نامه‌ها) شناخته می‌شود که در ۱۸۸۶ آن را به بازار فرستاد. به عنوان کالای مکمل، در همان سال دستگاه سوراخ‌کن کاغذ را ثبت و تولید کرد. او در۱۸۹۰ تقویم رومیزی و در ۱۹۰۳ کلاسور را به شکل امروزی آن روانهٔ بازار کرد. از ۱۹۰۳ به بعد، زونکن بخش مبلمان کارخانه را نیز راه‌اندازی کرد و شروع به تولید قفسه‌ها و کمدهای اداری کرد. در ۱۹۱۰ به خاطر ابداعات خود در نمایشگاه بین‌المللی بروکسل مورد تقدیر قرار گرفت و شرکت او گسترشی جهانی یافت. تنها در سال ۱۹۱۳، زونکن بالغ بر ۷۲۰۰۰ بسته محصولات خود را توسط ۱۰۰۰ کارمند در مراکز صادراتش در برلین، لایپزیگ، آمستردام، آنتورپ و پاریس، به سراسر جهان حتی تا استرالیا و هند فرستاد. از ۱۹۱۱ پسرش آلفرد زونکن (۱۸۸۱–۱۹۵۴) نیز به کار در شرکت پدر مشغول شد و پس از درگذشت فریدریش زونکن در ۱۹۱۹، پسرش ادارهٔ کارخانهٔ زونکن را بر عهده گرفت. این کارخانه در سال ۱۹۷۳ ورشکست شد، اما دوباره از ورشکستگی خارج شد و در ۱۹۹۹ با شرکت بورو اکتوئل ادغام و شرکت برانیون تأسیس شد. این شرکت در سال ۲۰۰۷ به نام زونکن تغییر نام داد.